# Malong (socken i Kina, Sichuan, lat 26,92, long 101,86)
Malong (kinesiska: 麻陇乡, 麻陇) är en socken i Kina. Den ligger i provinsen Sichuan, i den sydvästra delen av landet, omkring 470 kilometer sydväst om provinshuvudstaden Chengdu.
Genomsnittlig årsnederbörd är 1 091 millimeter. Den regnigaste månaden är juli, med i genomsnitt 327 mm nederbörd, och den torraste är januari, med 1 mm nederbörd.